# 피카소 (영화)
피카소(Surviving Picasso)는 미국에서 제작된 제임스 아이버리 감독의 1996년 드라마, 멜로/로맨스 영화이다. 안소니 홉킨스 등이 주연으로 출연하였고 이스마일 머천트 등이 제작에 참여하였다.

## 출연

### 주연
- 안소니 홉킨스
- 나타샤 맥켈혼
- 줄리안 무어

### 조연
- 조스 아클랜드
- 제인 라포테어
- 피터 에어
- 진 라포테어
- 조셉 마허

## 제작진
- 공동제작: 움베르트 발산
- 미술: 루치아나 아리기
- 의상: 캐롤 람세이